# Bouse d'éléphant
La bouse d'éléphant désigne les fèces (matières fécales) résultant de la digestion de végétaux par les éléphants.

## Liminaire
En tant que mégaherbivore consommant une grande quantité de végétaux et producteur de bouses, il a une influence importante sur l'écosystème forestier et son faciès.
Un éléphant consacre près de 80 % de la journée à s'alimenter. Un éléphant d'Asie adulte consomme quelque 150 à 200 kilogrammes de nourriture par jour et peut produire jusqu'à 100 kilogrammes d'excréments. L'animal ne digère qu'environ 45 % de sa nourriture.
Les éléphants produisent une énorme quantité d'excréments, principalement constituée de fibres. Ainsi, par exemple, la population d'éléphants au Botswana étant estimée à 130 000 individus, cela signifie que quelque 13 000 tonnes d'excréments y sont produites journalièrement.

## Utilité dans l'écosystème
L'éléphant joue un rôle écologique important dans la forêt, notamment pour l'entretien de milieux ouverts et pour la dispersion des graines de plantes. Ils déposent des excréments pleins de graines provenant des nombreuses plantes qu'ils mangent. Compte tenu de la vaste dimension de ses domaines vitaux, les espèces végétales peuvent être dispersées très loin. Lorsqu'une bouse est déposée, les graines sont semées et se transforment en nouvelles herbes, buissons, arbres et fournissent un abri et de la nourriture à de nombreuses autres espèces, améliorant la santé de l'écosystème.
Dans les années 1960, se conformant aux hypothèses dominantes de l'époque voulant qu'une trop grande densité d'herbivores était source d'une érosion et dégradation croissante des sols (en Afrique notamment), l'écologue zimbabwéen Allan Savory a recommandé dans des réserves naturelles d'ex-Rhodésie du Nord (puis en Rhodésie du Sud), se trouvant aujourd'hui en Zambie l'abattage de 40 000 des éléphants vivant en Rhodésie. Après avoir été selon lui, validées par un comité de scientifiques, quarante mille éléphants ont effectivement été abattus par le gouvernement. Ceci a cependant eu un effet contraire à celui espéré : les terres concernées sont devenues encore plus arides et à un rythme plus élevé qu'avant, jusqu'à perdre presque toute leur végétation. Savory a regretté ce massacre inutile et contreproductif,. Il a finalement conclu de ses retours d'expérience que dans de bonne conditions, le broutage et pâturage, notamment par de grands herbivores de la faune sauvages, au lieu de contribuer à la désertification comme on le pensait généralement, pourrait au contraire, à certaines conditions, être un facteur la limitant de l'érosion et dégradation des sol. Ainsi, en Afrique, les troupeaux sauvages constituent des troupeaux denses et multi-espèces au sein desquels ils se défendent mieux contre la prédation. Ces troupeaux doivent régulièrement se déplacer (ce qui limite le risque de surpâturage). Ainsi, quand les éléphants et d'autres troupeaux d'animaux paissent et passent la nuit quelque part, là, ils urinent, défèquent et piétinent le sol tout en l'enrichissant, ce qui va entretenir, voire améliorer, la réserve en eau des sols. Les bouses d'éléphant permettent, après leur dépôt, à la végétation de se réimplanter, de croître et de fixer et protéger les sols. Avec son épouse Jody Butterfield, Allan Savory a théorisé ces idées dans un livre intitulé Holistic Management: A New Decision Making Framework.

## Usage
Tant en Afrique qu'en Asie, la bouse d'éléphant sert à différents usages, : 

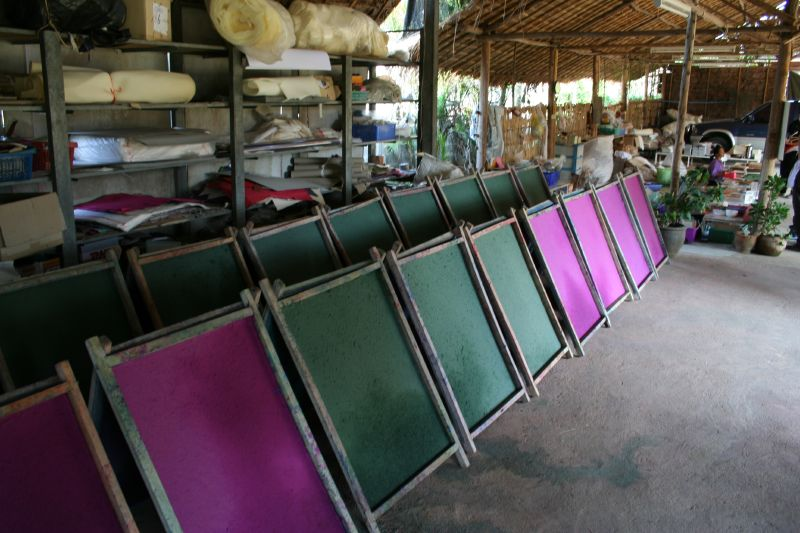
Production de papier à base de bouse d'éléphant. Le papier cousu est séché à l'air (Chiang Maï, Thaïlande).

1. La bouse d'éléphant est utilisée dans la médecine traditionnelle dans diverses régions d'Afrique.
2. C'est un répulsif contre les moustiques : brûler un morceau de bouse d'éléphant éloigne les insectes, notamment les moustiques.
3. En cas de pénurie d'eau potable, en pressant la bouse, il y a moyen d'obtenir quelques gouttes d'eau buvable.
4. En brûlant la bouse et en respirant la fumée, la bouse sert d'analgésique léger et est un remède pour stopper un saignement de nez. En effet, dans leurs excréments se trouvent des traces de la plupart des feuillages qu'un guérisseur utiliserait dans ses traitements.
5. De par la grande quantité de fibres contenues dans la bouse, du papier peut être produit et utilisé notamment dans l'artisanat d'art. Ce papier a une texture légèrement différente de celui produit à base de fibres végétales.
6. La bouse sert à produire du biogaz. Les déchets des herbivores peuvent être utilisés pour générer du gaz pour alimenter des cuisines et produire de la chaleur et de l'électricité. Le méthane et le dioxyde de carbone sont collectés pour être utilisés dans les cuisinières ou les moteurs à essence.
7. Une bio-suspension riche en nutriments est produite au cours du processus de production du biogaz et peut être utilisée comme engrais.
8. La richesse en fibres de la bouse permet de reboucher les trous de la voirie[7].

### Production de boisson
- Vu le succès du café de civette (kopi luwak), des entrepreneurs thaïlandais vivant dans le Triangle d'or ont eu l'idée de constituer un troupeau de vingt éléphants, de les faire manger de l'arabica puis de récolter les grains dans leurs excréments. Les grains sont ensuite lavés, séchés et torréfiés. Ce café, appelé Black Ivory Coffee (en)[8],[9] est servi exclusivement dans des complexes cinq étoiles en Asie et au Moyen-Orient. Comme les éléphants sont des herbivores, contrairement aux civettes, le processus de fermentation utilisé par les pachydermes pour décomposer la cellulose de leur nourriture fait ressortir des saveurs sucrées et fruitées du grain et donne au café un goût chocolaté et cerise.
- La brasserie japonaise Sankt Gallen (ja), a imaginé en 2013 de brasser de la bière par un procédé similaire à celui du café de civette, la Un Kono Kuro, appellation qui un jeu de mots sur le terme japonais « unko » (caca). 
 La bière est une infusion à base de grains de café avalés par les éléphants. Les protéines du grain de café sont décomposées, donnant à la bière une saveur douce et terreuse, similaire à celle du café, moelleuse et sucrée, avec une amertume initiale laissant place à une pointe de chocolat[10]. 
 La bière d'éléphant n'a été produite qu'en un brassin unique, à l'occasion du 1er avril.
- Le thé de bouse d'éléphant (ou thé de savane) est produit en Afrique de l'Est. La bouse est séchée pendant environ un an puis bouillie pour obtenir une boisson semblable à du thé.
- Du gin parfumé à la bouse d'éléphant est distillé et produit en Afrique du Sud[11].

## Dans les arts

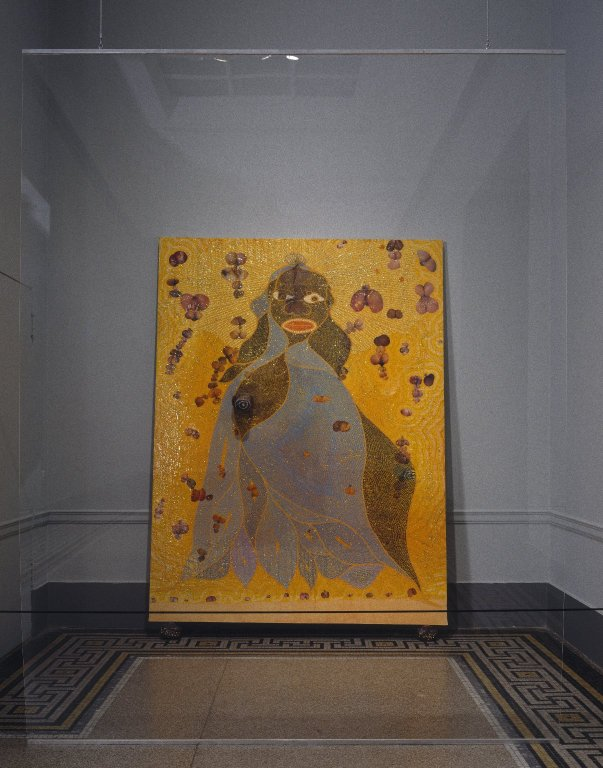
en' exposée au Brooklyn Museum du 2 octobre 1999 au 9 janvier 2000.

Le Britannique Chris Ofili utilise la bouse d'éléphant dans ses tableaux, notamment dans son œuvre The Holy Virgin Mary (1996) qui a provoqué un scandale lors des expositions « Sensation » entre 1997 et 2000.